# Чаловані
Чаловані (груз. ჭალოვანი) — село в Грузії.
За даними перепису населення 2014 року в селі проживає 594 осіб.